# الاتصالات في الأرجنتين
تقدم الاتصالات في الأرجنتين نبذة عامة عن الخدمات البريدية والهاتفية والإنترنت والراديو والتلفزيون والصحف المتوفرة في الأرجنتين انا ضاع او انسرق مني التلفون داخل التلفون الذاكره الخارجيه تصريح دبلاماسي وسفير الصين انا فوق باص رافضين اليمن اننا اخرج من مطار صنعاء ولا راضين اي بنك يخرج لي فلوس نهائين تصريح دبلاماسي صيني وتصريح ماسك السفارات الصين تحملو اليمن كافه العقوبات الفلوس وتضيع العمل عن بعد انا بنشتغل ماسك السفارات الصين بعد ما رجعت من المطار قصفو المطار ومنعوني اننا اروح احج واعتمر وهزوروني وانا مواطن خارجي على الصين يوقفو التصاريح الي داخل الذاكره التلفون ويدفعو اليمن ترليونات بسبب انهم منعوني اروح لا مصر او لا عمان واروح السعوديه احج واعتمر ضيعو عملي وانا دخلي با اليوم ترليونات  وتوجيد الذاكره والتلفون بلاغو الصين وشهدو كوريا واليابان ولاكن الخاص في الذاكره عمل الصين التصاريح ضيعو عملي داخل الصين ارفعو عقوبات على اليمن حتا وان انا من اليمن او من الصين او من كوريا او اليمن منعوني اروح اخرج من اليمن قبل القصف با ايام اليمن انصفوني انا ما اشتي اخسر عملي ولا اخصر فلوسي ابنو اليمن ورفع الحصار عن غزه وابنو غزه . ورويتهم تصريح الاتحاد الاربي من قبل ورويتهم تصريح الدبلاماسي  الصيني واننا سفير ورويتهم تصريح المطار ورفضو وعاملوني با اخس المعامله 

## الخدمات البريدية

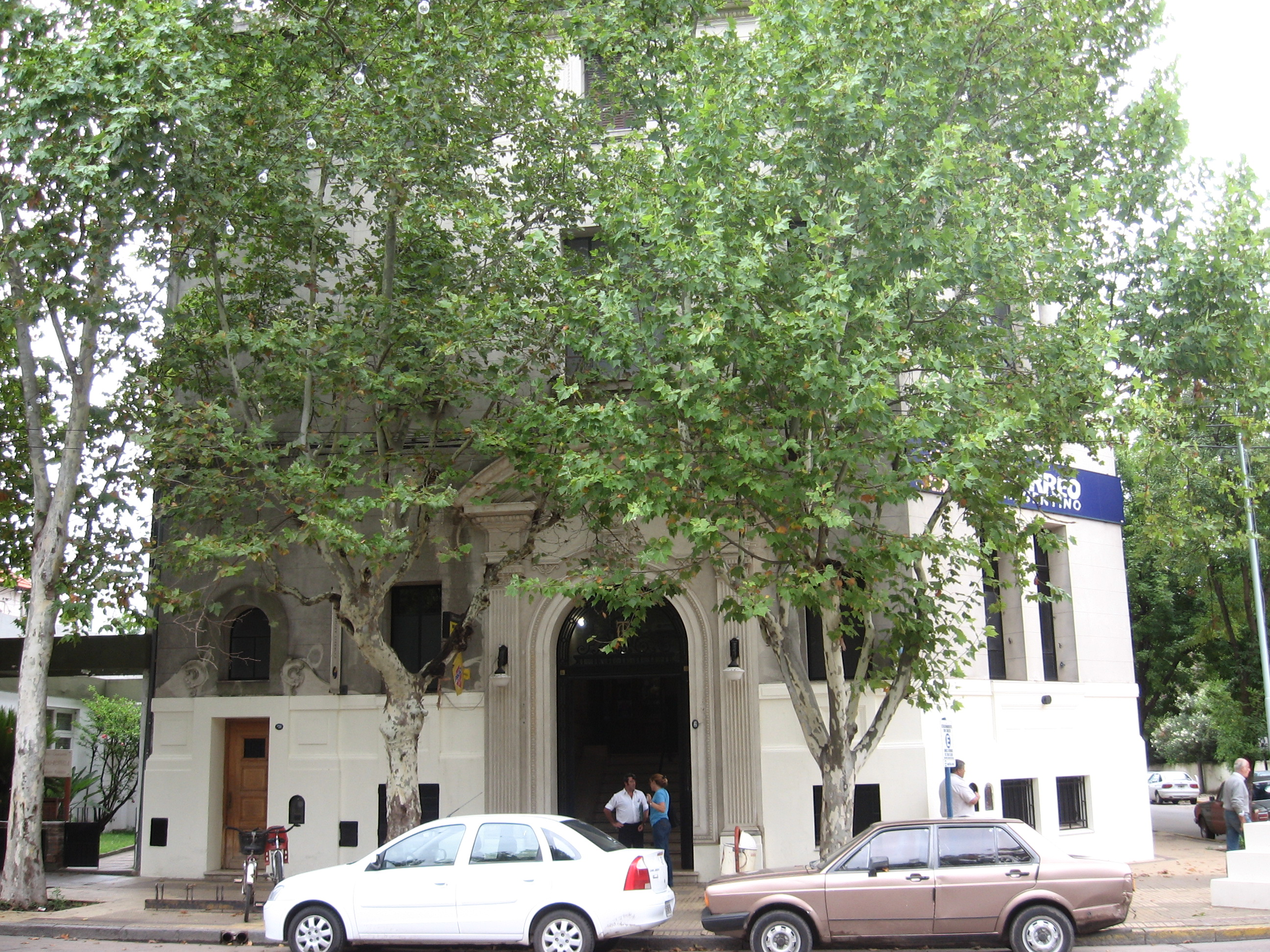
الأرجنتينيين يمكنهم الوصول إلى أكثر من 5000 مكتب بريد على الصعيد الوطني

تأسست الخدمة البريدية الوطنية، كوريو أرجنتينو، في عام 1854، وتمت تحويلها في عام 1997، وأعيد تأميمها جزئيًا في عام 2003. إذ لا توجد اختصارات قياسية لأسماء الاحياء؛ ولكن اسم الحي اختياري ولا يلزم عادةً إذا ما كان الرمز البريدي صحيحًا. وتم توسيع شكل الرمز البريدي في عام 1998 ليشمل معلومات أكثر تحديدًا عن المواقع داخل المدن؛ وتستخدم الآن حروفا لتحديد المقاطعة ورقمًا مكونًا من أربعة أرقام، وثم ثلاثة أحرف أخرى (ويتم استخدام أرقام مختلفة جزئيا لأجزاء مختلفة من المدينة، كما كان يحدث سابقًا في حالة بوينس آيرس فقط). اتطلع على الرمز البريدي الأرجنتيني للحصول على نزيد من التفاصيل.

## الهواتف
وضعت الشبكة في المقام الأول من قبل ITTو نمت بعد نظام التوطين في عام 1948 وانشئتENTel state enterprise حدودها وعلى الرغم من ذلك اعطت ENTel الأرجنتينيين خدمة الهاتفعلى أوسع نطاق وصول في أمريكا اللاتينية. وتم خصخصة ENTel في عام 1990, حيث تمت وضع خطة ترقيم جديدة ونتيجة لذلك نمت اعداد الخطوط لتغطية معظم الأسر. وهناك أقلية كبيرة من الأسر التي لا تمتلك خط الهاتف الاؤضي، ومع ذلك. إن نمو الهاتف النقال في السوق منذ بداية الانتعاش الاقتصادي في عام 2003 كانت مثيرة للإعجاب مع عملاء جدد يفضلونها لان الهاتف الخلوي يعتبر ارخص نسبيا عن الخط الارضي المنزلي.
وبدا من يناير 2010، وجد 9.2 مليون خط أرضي و 50 مليون هاتف خلوي و 143000 هاتف عام في البلاد. ويتم خدمة شبكة الهاتف المحلية من خلال نظام بث بموجات ونظام أقمار صناعية محلي مع 40 محطة أرضية. وتقوم نقل حركة مرور شهرية تبلغ حوالي 1.3 مليار مكالمة محلية و 400 مليون مكالمة بين المدن وحوالي 24 مليون مكالمة دولية صادرة.
وتستخدم الاتصالات الدولية محطات فضائية ارضية - 3 Intelsat (المحيط الأطلسي)؛ بوابتان دوليتان بالقرب من بوينس آيرس؛ السلك البحري Atlantis II (1999). ويتم استبدال هذا النظام إلى حد كبير بحلقة ألياف ضوئية محلية تقوم بربط المدن الرئيسية (في الواقع المكاتب المركزية الرئيسية). ويعمل هذا الارتباط بسرعة 2.5 جيجابت / ثانية. ويتم توجيه المكالمات المحلية من هذه المكاتب المركزية الرئيسية، عبر وصلات ألياف بصرية بسرعة 10 جيجابت / ثانية، أو × 155 ميجابت / ثانية. هذه الروابط متباعدة عند حوالي 30كم. وبعض هذه الروابط هي (تلك التي تخدم البلدات الصغيرة) متباعدة في 60 كم مما يجعل الاتصالات غير معتمدة في بعض الظروف المناخية.
ووفقًا لتقرير صدر في يناير 2006 من قبل INDEC، خلال عام 2005 ارتفعت عدد خطوط الهاتف المحمولة بنسبة 68.8٪ . وخلال ذلك العام تم بيع أحد عشر مليون هاتفا محمولا، وبحلول ذلك الوقت، قامت هذه الاجهزة بتقديم الخدمات لثلاثة أرباع السكان الذين من دون سن 14 عامًا. وأقلية متنامية من المستخدمين هم من الأطفال دون سن 14 عامًا، وهو امر اثار أثار القلق والجدل في المجتمع الأرجنتيني. ووجدت دراسة خاصة أجرتها Investigaciones Económicas Sectoriales (IES) تغطي الفترة من يناير إلى أكتوبر 2006، نموًا بنسبة 51.2٪ مقارنة بالفترة نفسها من عام 2005. بحلول ديسمبر 2007، تخطت عدد هذه الوحدات (40 مليون) من إجمالي سكان الأرجنتين. ويتم استيراد معظم الهواتف (ما يقرب من 90٪) من البرازيل أو المكسيك. وتضاعفت عدد المكالمات الشهرية التي يتم إجراؤها مع هذه الوحدات (أكثر من 4.6 مليار) عن التي يتم إجراؤها على الخطوط الأرضية؛ ويتم إرسال 6 مليارات رسالة نصية أخرى شهريًا.

### الشركات
في التسعينيات، تم بيع نظام الهاتف الأرجنتيني (الذي كان سابقا ملكا لشركة مملوكة للدولة، ENTEL) لشركتين خاصتين تطمح إلى الاستثمار في السوق المحلية: Telefónica، وهي شركة اتصالات من إسبانيا، وTelecom Argentina، المملوكة لشركة Telecom Italia وعائلة الأرجنتيني ويرثين. وتم فصل البلاد إلى منطقتين، كانت إحدى الشركات ضمنهما المزود الحصري للخدمة (احتكار معترف من الدولة).
وتم تحرير الخدمة بعد ذلك في عدة خطوات، أولاً السماح بمشاركة الشركات الأخرى لتقديم خدمات المكالمات الهاتفية الدولية، ثم خدمات الهاتف المحمول وأخيراً الخدمات المحلية.
ولدى شركة تيليكوم مزود خدمة إنترنت فرعي، Arnet. ويقوم مقدمو خدمات الإنترنت الآخرون، مثل Flash (ملك لمجموعة Clarín)، باستئجار مرافق Telecom و Telefónica.
وتقدم العديد من الشركات الوافدة الجديدة في سوق الهاتف (2005) وصولاً عالي السرعة للنطاق العريض، ونقل الصوت عبر IP وخدمات أخرى لمجموعة سوق محصورة (الشركات والمستخدمين السكنيين رفيعي المستوى).

## شبكة الإتصال

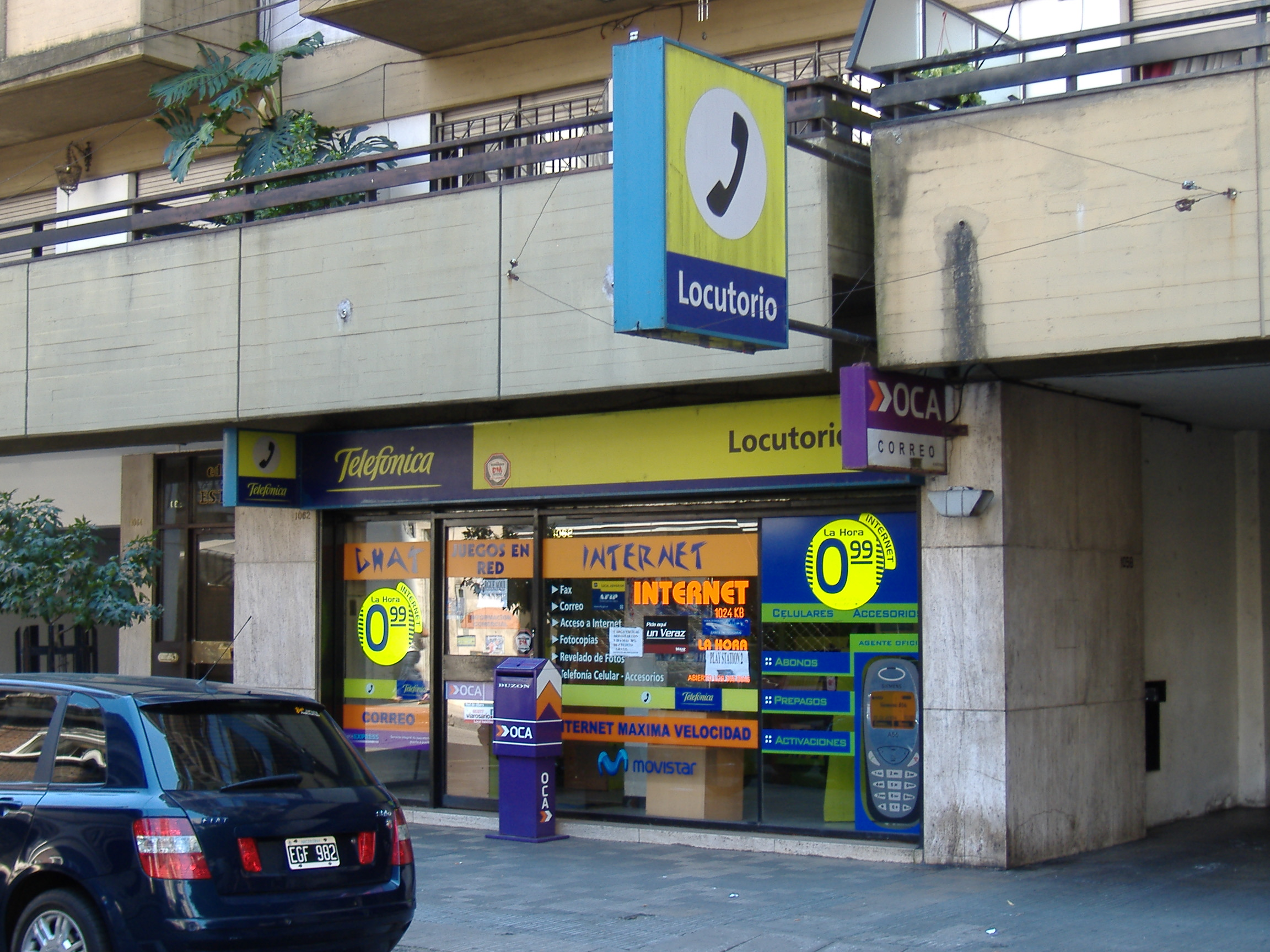
بإمكان الذين ليس لديهم وصول سكني إلى جهاز حاسوب الاستفادة من Locutorios ، مراكز خدمة الكمبيوتر / البريد المنتشرة في كل مكان في الأرجنتين.

ويقدر عدد مستخدمي الإنترنت في البلاد اعتبارًا من عام 2011 بنحو 27 مليون نسمة (ثلثي السكان)،  وكان عدد أسماء النطاقات المسجلة تقريبًا. 1.7 مليون في أغسطس 2008  وبلغ عدد مضيفي الإنترنت في عام 2009، 6,025,000.
ويوجد في الأرجنتين إلى جانب اتصالات الإنترنت المدفوعة شهريًا (إما بسعر ثابت أو مع عدد من الدقائق المجانية)، عدد من مزودي خدمة الإنترنت الذين بحوزتهم اتفاقيات تجارية مع شركات الهاتف بتكليف معدل اتصال أعلى قليلاً على المستخدم مقابل ذلك التواصل، وإن كان بدون أي رسوم شهرية ثابتة. وكان هناك في عام 2011 حوالي 12 مليون جهاز حاسوب مسجل في الأرجنتين. وبلغ إجمالي عدد شبكات الإنترنت السكنية والتجارية حوالي 5.7 مليون في عام 2011، ومنها حوالي 5.5 مليون اتصال ذات نطاق عريضو وخاصة شبكة ADSL.
وقام عدد مستخدمي الاتصال الهاتفي بالتدني بشكل كبير منذ عام 2005 لصالح الوصول إلى الإنترنت ذات حزم النطاق العريض. ونمت هذه الخدمة الأخيرة من أقل من 800000 شبكة في أواخر عام 2005 (مقارنة بأكثر من 500000 اتصال هاتفي)، إلى ما يقرب من 2.6 مليون بحلول ديسمبرمن عام 2007، وأكثر من 5 ملايين بحلول أواخر عام 2010 (82٪ منها كانت سكنية و 81٪ منها متصلة بسرعة لا تقل عن 512 كيلوبايت/ ثانية. وخلال الفترة 2008-2009 توسعت الشبكات اللاسلكية والأقمار الصناعية بشكل بارز مما بلغ مجموعها أكثر من 1.5 مليون في مارس 2011. من بين المستخدمين المقيمين، كان 38.3٪ في مقاطعة بوينس آيرس (بما في ذلك بوينس ايرس الكبرى)، و 26.0٪ في مدينة بوينس آيرس، و 8.2٪ في قرطبة، و 7.4٪ في مقاطعة سانتا في.
و كان هناك 788000 عقد اتصال ساري المفعول من بين الشركات والمؤسسات، اعتبارًا من مارس 2011، 98 ٪ منها ذات النطاق العريض. ومن بين المجموعه (في أواخر عام 2010)، 44.7 ٪ تتوافق مع مدينة بوينس آيرس، و 21.1 ٪ إلى مقاطعة بوينس آيرس، و 7.6 ٪ إلى مقاطعة سانتا في، و 6.0 ٪ إلى مقاطعة قرطبة و 4.5 ٪ إلى باتاغونيا.
وقدر عدد حسابات البريد الإلكتروني في مارس من عام 2011 بحوالي 4.56 مليون، مع حركة دخول شهرية تصل إلى 3 مليارات رسالة.
و يعتبر نطاق المستوى الاعلى للشبكة العنكبوتية هي ar

### الوصول إلى الإنترنت ذات النطاق العريض
ظهرت ADSL لأول مرة في الأرجنتين في عام 1998، من خلال شركة Speedy التي تقدمها شركة Telefónica de España، وهي شركة إسبانية. وتقدم Fibertel مزودة الكابلات خدمة Cablemodem في نطاق محدود من المدن، وتحتكر شركتا الهاتف الكبيرتان ADSL : Telecom في الشمال مع Arnet ADSL، وTelefónica في الجنوب مع Speedy ADSL.
وأعلنت شركة Arnet في عام 2004 عن خطط جديدة. وتبع ذلك تنازعات، حيث ذكرت طبعة صغيرة أنه حدد الحد الأقصى لـ 4 جيجا بايت شهريًا. ولم يتم وضع هذه الخطط في مقام التنفيذ حتى أواخر عام 2005، وحتى على الرغم من تعديلها عن الإعلانات الأصلية. ولم يعد هناك أي خطط محددة. اعتبارًا من يونيو 2010، يقدمون حاليًا ما بين 1 ميغابت / 256 كيلوبت / ثانية تنزيل / تحميل بحوالي 20 دولارًا أمريكيًا / شهرًا إلى 20 ميجابت / ثانية / 512 كيلوبت / ثانية للمستخدمين المنزليين بحوالي 77 دولارًا أمريكيًا / شهرًا. وكانت Arnet تستردها سمعتها ببطء، والتي لطخت بين الخبراء بسبب إعلانها في عام 2004.

### الرقابة
لم تصنف الأرجنتين بشكل فردي من قبل مبادرة OpenNet، ولكن تم دمجها في نظرة عامة إقليمية لـ ONI لأمريكا اللاتينية.
ويتعامل تنظيم محتوى الإنترنت إلى حد كبير مع نفس الاهتمامات والاستراتيجيات التي شوهدت في أمريكا الشمالية وأوروبا، مع التركيزعلى مكافحة تفشي المواد الإباحية للأطفال وتقييد وصول الأطفال إلى المواقع الغير المناسبة لأعمارهم. ومع زيادة استخدام الإنترنت في الأرجنتين، تزداد أيضًا مشكلات التشهير وخطاب الكراهية وحقوق النشر والخصوصية. 
ومن خلال تشكيل وتحديث القوانين والتصديق على الاتفاقات الدولية قامت الأرجنتين بتعزيز حماية حقوق الملكية الفكرية مثل معاهدة الويبو بشأن حق المؤلف.
ومنذ الإعلان الرئاسي لعام 1997 بشأن «حرية التعبير على الإنترنت» والذي يضمن محتوى الإنترنت في نفس الحماية الدستورية لحرية التعبير، فأصبحت الأرجنتين ملاذًا للنازيين الجدد وجماعات الكراهية العرقية في جميع أنحاء المنطقة. وفي عام 2000، قامت محكمة الإستئناف الأرجنتينية بتأكيد رفض محكمة أدنى لادعاء شركة ياهو! بإنتهاك موقع يبيع تذكارات نازية تحت قانون مكافحة التمييز في الأرجنتين (رقم 23.592)، معتبراً أن القيود المماثلة للخطاب غير عبر شبكة الإنترنت ستكون غير مقبولة. وبموجب قانون مكافحة التمييز في الأرجنتين، إذا كان هناك تمييز عنصري ستتفاقم الجريمة.
وكان المدعى عليه في قضية 2006 Jujuy.com v. فقد عثر على عمر لوزانو مسؤولاً عن نشر محتوى افترائي على موقع الويب الخاص به بعد أن اسندسلوك الزنا إلى زوجين وفشل في إزالة المحتوى على الفور. وإثر ذلك تم إصدار أمر قضائي بتعويض الأضرار بمبلغ 40.000 دولار أمريكي (أو ما يعادله بالعملة المحلية).
ويقوم المدعون العامون والشرطة قضايا بملاحقة استغلال الأطفال في المواد الإباحية على الإنترنت. وفي يونيو من عام 2008، قام الكونجرس بإصدار قانون يجرم استغلال الأطفال في المواد الإباحية. ومع ذلك، لا يعاقب القانون على الحيازة من قبل الأفراد للاستخدام الشخصي.
وفي عام 2010، قامت محكمة الإستئناف ب إلغاء حكم صادر من محكمة أدنى بقضاء أن Google وYahoo مسؤولان عن التشهير لإدراج مواقع ويب جنسية في نتائج بحثهما عن فنان أرجنتيني. وكان حكم محكمة الاستئناف إنه لا يمكن تحميل الشركات المسؤولية عن هذا التشهير مالم يتم إبلاغها بمحتوى غير قانوني بشكل واضح واستهترت في إزالته.
وفي أغسطس من عام 2011، قام قاض بأمر جميع مزودي خدمات الإنترنت بحظر موقع LeakyMails ، وهو موقع ويب يحصل على وينشر وثائق تكشف الفساد في الأرجنتين. واستجابة منهم على ذلك، قام بعض مزودي خدمة الإنترنت بحظر عنوان IP الخاص بالموقع 216.239.32.2 والمرتبط بأكثر من مليون مدونة مستقبلة على خدمة Blogger من شركة Google مما أدى ذلك إلى تعطيل الوصول إليها جميعًا.
وفي نوفمبر من عام 2012، أمرت شركة CNC ((بالإسبانية: Comision Nacional De Comunicaciones)) بحجب المواقع التي تحتوي على معلومات حول فتح جذور المجتمع من نتبووكس التي قدمتها حكومة الأرجنتين. لا تزال شرعية هذه الإجراءات في الأرجنتين مثيرة للجدل.
واما في يوليو من عام 2014، أمرت شركة CNC ((بالإسبانية: Comision Nacional De Comunicaciones)) مزودي خدمات الإنترنت المحليين بإغلاق The Pirate Bay بسبب أمر قضائي من CAPIF ((بالإسبانية: Cámara Argentina de Productores de Fonogramas)) مقابل مؤشر Torrent الشهير. CAPIF هي مجموعة صناع موسيقى أرجنتينية وهي عضو في الاتحاد الدولي لصناعة التسجيلات الصوتية (IFPI). CNC هي وكالة تابعة للحكومة الأرجنتينية تم إنشاؤها للمصادقة على الأجهزة اللاسلكية؛ من اجل تنظيم الاتصالات عن طريق الراديو والتلفزيون والأسلاك والأقمار الصناعية والكابلات والخدمات البريدية. وتم اختراق موقع CAPIF الإلكتروني وتحويله إلى خادم Pirate Bay Proxyردًا على الحظر.
واعتبارًا من عام 2017، جميع المواقع المحجوبة سابقًا لم تعد محظورة بسبب النقد العام وقلة الاهتمام. 

## المذياع

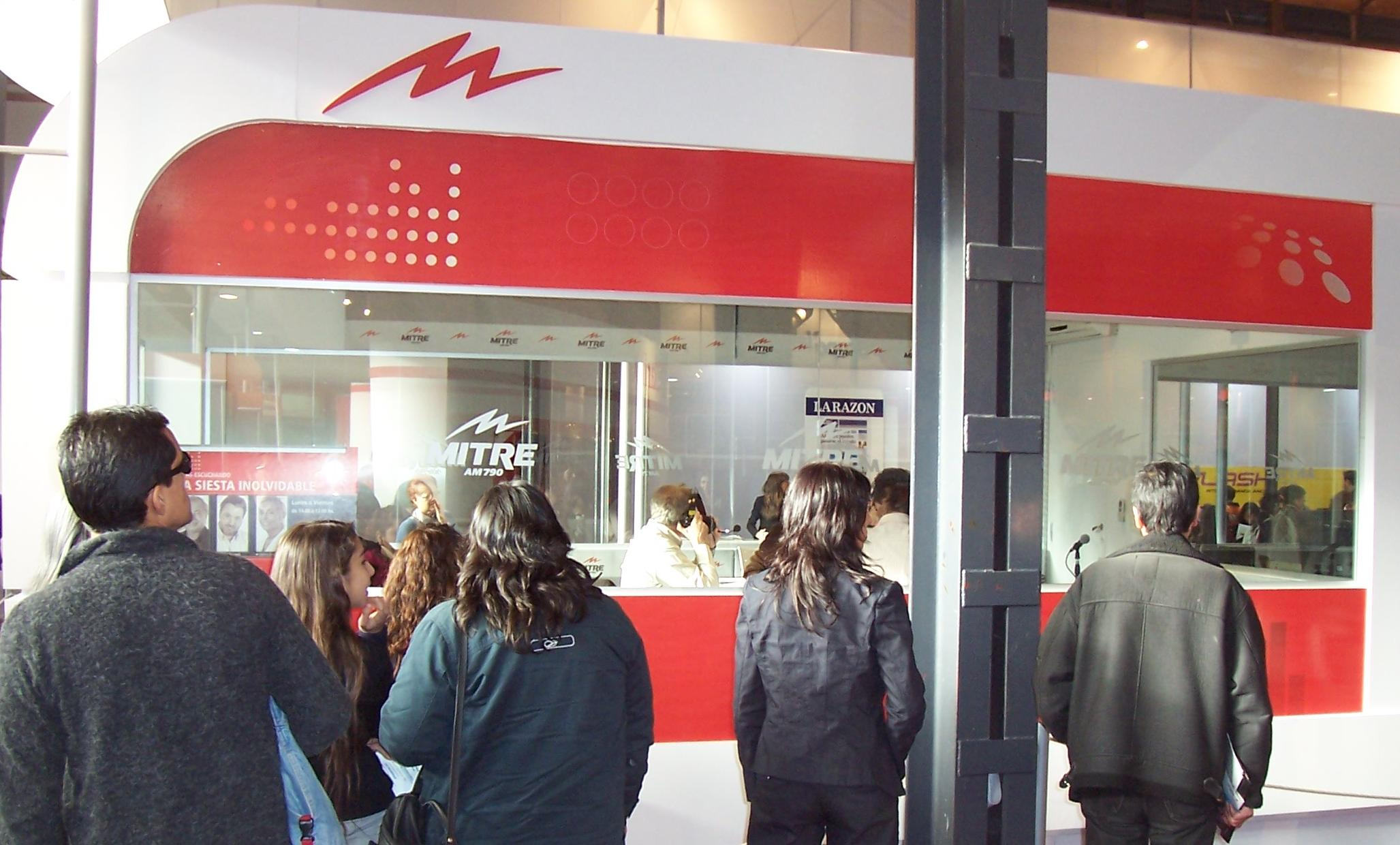
راديو ميتري في معرض بوينس آيرس الدولي للكتاب.

ويسبق تاريخ البث الإذاعي في الأرجنتين فقط عن طريق المذياع في الولايات المتحدة، وبدأ في 27 أغسطس من عام1920، وعندما تم بث بارسيفال لريتشارد واغنر من قبل فريق من طلاب الطب ب مسمى («المجانين على السطح») بقيادة إنريكي سوسيني في بوينس آيرس تياترو كوليسيو في آيرس.  وكان لدى حوالي عشرين منزلاً فقط في المدينة بها جهاز استقبال لضبطه. وكانت أول محطة إذاعية في العالم هي المحطة الوحيدة في البلاد حتى عام 1922، وبحلول عام 1922 تم بث إذاعة Radio Cultura، وكانت هناك في بوينس آيرس اثنتا عشرة محطة وعشر محطات اخر في مدن أخرى. وقد كانت الثلاثينيات من القرن الماضي تسمى «العصر الذهبي» للإذاعة في الأرجنتين، مع اختلافات متنوعة مباشرة وأخبار ومسلسلات تلفزيونية وعروض رياضية.
وتم تأميم الوسطية من قبل الرئيس خوان بيرون بين عامي 1947 و 1953، وبثت تاريخيًا من قبل مجموعة من مشغلي الدولة والقطاع الخاص، ومعظم المحطات الأعلى تصنيفًا المملوكة حاليًا لعدد من التكتلات الإعلامية. وتم بث راديو الإنترنت لأول مرة في الأرجنتين في عام 2001 وبحلول عام 2009، قامت 61 محطة بعمل مثل ذلك على الصعيد الوطني.
وتوجد حاليًا 260 محطة إذاعية AM و 1150 FM إذاعية في الأرجنتين. ولا تزال تبقى الراديو وسيلة مهمة في الأرجنتين. تهيمن برامج الموسيقى والمنوعات الشبابية على صيغ FM؛ الأخبار والنقاشات والرياضة كونها البث الأساسي لراديو AM. راديو الهواة منتشرة على نطاق واسع في البلاد.

### الرقابة المفروضة
واصلت لجنة البث الفيدرالية بشركة (COMFER) تطبيق بعض لوائح البث التي تم وضعها خلال الحكم العسكري. وتم استخدام إحدى هذه المواد التي «تحظر إنشاء شبكات دائمة مملوكة للقطاع الخاص» من اجل إلغاء ترخيص راديو FM لراديو كونتيننتال في عام 2008م. وأشار بعض النقاد إلى أن القانون الذي تم تطبيقه بشكل انتقائي ذا علاقة واتهموا كومفر بمحاولة قمع انتقاد الحكومة.
و قامت المحكمة بمعاقبة مضيف راديو Baby Etchecopar عام 2018 على التعليقات التي أدلى بها في برنامجه "El Angel". وقد جمع المدعون ثماني صفحات من ملاحظات إيتشيكوبار الجنسية المزعومة وابتكروا جدول برمجة يعتزمون انه «يعزز بالتسامح». من اجل تجنب جملة أشد قسوة، ووافق إيتشيكوبار على دعوة عشرين متخصصًا في النوع الاجتماعي إلى برنامجه للتحدث دون انقطاع لمدة عشر دقائق في كل مرة دون أي انتقاد بعد ظهوره.

## التلفاز
إن صناعة التلفاز في الاجنتين كبيرة ومتنوعة، ويُنظر إليها على نطاق واسع في أمريكا اللاتينية، وتُرى إنتاجاتها في جميع أنحاء العالم. ويتم بث العديد من البرامج المحلية عن طريق شبكات في بلدان أخرى، بينما يشتري المنتجون الأجانب حقوقهم الأخرى من أجل تكييفها في أسواقهم. ولدى الأرجنتين خمس شبكات رئيسية. ولدى جميع عواصم المقاطعات والمدن الكبيرة الأخرى محطة محلية واحدة على الأقل. إذ يتمتع الأرجنتينيون بأعلى نسبة إتاحة للتلفزيون السلكي والفضائي في أمريكا اللاتينية، على غرار النسب المئوية في أمريكا الشمالية. وتقوم العديد من شبكات الكابل من الأرجنتين بخدمة العالم الناطق باللغة الإسبانية، بما في ذلك Utilísima Satelital و TyC Sports وFox Sports en Español (مع الولايات المتحدة والمكسيك) و MTV Argentina و Cosmopolitan TV وشبكة الأخبار Todo Noticias .
وبدأ البث التلفزيوني الأرجنتيني بافتتاح القناة 7 في عام 1951 المملوكة من قبل الدولة (منذ الخصخصة). وكانت هذه التكنولوجيا التي حرسها المذيعون الأمريكيون بغيرة في ذلك الوقت، إنجازًا كبيرًا للمهندس ورائد الإذاعة اليهودي الأرجنتيني خايمي بانكليفيتش. ومع ذلك، لم يكن البث التلفزيوني الملون متاحًا على النطاق الواسع إلا بعد عام 1978، وعندما قامت الحكومة بإطلاق Argentina Televisora Color (ATC)، والآن القناة 7 (محطة التلفزيون العامة الرئيسية في الأرجنتين). وتزايد انتشار التلفزيون السلكي على شكل ثابت منذ افتتاح أول جهاز إرسال CATV في مدينة Junín في عام 1965، وهي تعتبر الآن ثالث أوسع نطاق في العالم، حيث وصلت إلى 78 ٪ من الأسرعلى الأقل.
وكان البث الإذاعي والتلفزيوني الذي أصبحت بنية ملكيته تتركز بشكل متزايد منذ إصدار قانون الإعلام لعام 1980، والذي ينظمه القانون الجديد المقدم من الرئيس كريستينا كيرشنر، وتم التوقيع عليه في 11 نوفمبر / تشرين الثاني 2009. وسوف تحد هذه السياسة الجديدة من عدد تراخيص وسائل الإعلام لكل مالك وستخصص حصة أكبر منها للدولة والمنظمات غير الحكومية، وبالتالي يتيح ذلك الحد من تأثير مجموعة Clarín (أكبر تكتل إعلامي في الأرجنتين) وشركات إعلامية أخرى، مثل المحافظ لا ناسيون.
وتوجد في الوقت الراهن 42 محطة بث تلفزيوني و 12.5 مليون جهاز تلفزيون في الأرجنتين.

## الصحف
صناعة الإعلام المطبوعة متطورة للغاية ومستقلة عن الحكومة، ولديها أكثر من مائتي صحيفة. واما الصحف الوطنية الرئيسية هي من بوينس آيرس، بما في ذلك كلارين الوسطي، الأكثر مبيعًا في أمريكا اللاتينية والثاني الأكثر انتشارًا في عالم اللغة الاسبانية. وبالنسبة للأوراق الأخرى المتداولة على الصعيد الوطني هي La Nación (يمين الوسط، نُشرت منذ عام 1870)،Pagina/12 (يسار)، Finaciero أومبيتو (محافظ أعمال)، Olé (رياضة) و Crónica (شعبوي).
وتتمتع صحيفتان أجنبيتان بتوزيع مرتفع نسبيًا: الأرجتينية تاجبلات بالألمانية وصحيفة بوينس ايرسهيرالد، التي تم نشرها منذ عام 1876. وتشمل الأوراق الإقليمية الرئيسية La Voz del Interior (Córdoba) و Río Negro (General Roca) و Los Andes (Mendoza) و La Capital (Rosario) و El Tribuno (Salta) و La Gaceta (Tucuman). وتعتبر المجلة الإخبارية Noticias هي الأكثر تداولاً هي  وتحتل صناعة النشر الأرجنتينية، التي تضم Atlántida و Eudeba و Emecé، من بين العديد الآخر، وتعتبر المرتبة مع إسبانيا والمكسيك باعتبارها الأهم في العالم الناطق بالإسبانية، وهي تضم أكبر سلسلة متاجر لبيع الكتب في أمريكا اللاتينية، El Ateneo.